# Most Pamięci Sybiraków w Opolu
Most Pamięci Sybiraków w Opolu - główna przeprawa drogowa nad rzeką Odrą, na którą składają się w istocie 2 równoległe mosty; dawniej Most Śląsko-Dąbrowski, do 1945 r. Adolf Hitler-Brücke. Most stanowi tzw. wąskie gardło i w godzinach szczytu jego przepustowość ulega wyczerpaniu; poprowadzono tędy wiele linii opolskiego MZK: 1, 7, 8, 12, 16, 17, 18, 28 N1. Do początku 2007 r. biegła tędy droga krajowa nr 94 a przedtem także 46 i 45; obecnie droga wojewódzka nr 414.

## Historia
Historia przeprawy to głównie historia mostu południowego (kierunek: do centrum), który został uroczyście otwarty 30 kwietnia 1933 r., w związku z budową obwodnicy śródmiejskiej Opola, na którą składały się również obecne ulice: Nysy Łużyckiej i Katowicka. Most do roku 1945, kiedy to został wysadzony przez wycofujące się oddziały niemieckie, nosił imię Adolfa Hitlera (Adolf Hitler-Brücke).
W styczniu 1945 r. wysadzeniu uległ środkowy filar i wschodni przyczółek. Spowodowało to zawalenie się najkrótszego przęsła, przęsło o rozpiętości 46 m oparło się z jednej strony o pozostałość środkowego filara, natomiast stalowe przęsło podwieszone utonęło w nurcie Odry. 
Po wojnie zbudowano nowy most w miejsce starego i oddano 22 lipca 1949 r. jako most jednojezdniowy. W 1984 r. oddano do użytku most północny, tworząc w ten sposób trasę dwujezdniową.

## Konstrukcja
Most południowy
Konstrukcja składa się z (idąc w kierunku Zaodrza): przyczółka wschodniego, przęsła zalewowego o rozpiętości teoretycznej 16,92 m, przęsła nurtowego o rozpiętości 58,08 m, kolejnego przęsła nurtowego o rozpiętości 46,00 m oraz przęsła zalewowego 38,00 m i przyczółka zachodniego. Rozpiętość teoretyczna całej przeprawy wynosi 159 m. Szerokość użytkowa obiektu wynosi 12,00 m, z czego 7,50 m przypada na jezdnię. Cała konstrukcja oparta jest na 2 przyczółkach i 3 filarach.
Generalnie konstrukcja nośna jest wykonana z żelbetu, jednak fragment najdłuższego przęsła składa się z trzech 2-metrowych blachownic tworzących tzw. przęsło zawieszone na żelbetowych wspornikach (wyprowadzonych z prawego i środkowego filara).